# I Get Along (Pet Shop Boys)
I Get Along è una canzone dei Pet Shop Boys estratta come secondo singolo del loro album Release. Essenzialmente il testo narra di una storia d'amore, ma Neil Tennant ha anche fatto osservare che si può intendere come un commento sul rapporto fra il primo ministro inglese Tony Blair e Peter Mandelson dopo le dimissioni di quest'ultimo dal governo per essere stato coinvolto in uno scandalo. Il singolo fu un discreto successo, entrando nella Top20 inglese (posizione numero 18).

## Pubblicazione
La versione singola di I Get Along dura di meno in quanto il terzo verso della canzone viene omesso (verso che ripete parzialmente le parole del primo verso).
Il singolo, nel Regno Unito, viene pubblicato in 3 versioni (seguendo lo stesso criterio del precedente singolo Home and Dry: due CD singoli e un DVD. Ogni disco raffigura un "diagramma a torta" ma con diciture e parti diverse (rispettivamente "Fig.01", "Fig. 02", e "Fig. 03"). I settori dei grafici menzionano diversi pensieri fatti da persone in generale.
Fig. 01 (CD numero 1):
- Freedom is man's greatest privilege. La libertà è il più grande privilegio dell'uomo
- I'm sick of freedom. Sono stanco della libertà
- I tried to get off with someone I used to work with last night. Oh dear. Ho provato a uscire con qualcuno con cui ho lavorato la scorsa notte. Oh caro
- Is take-away food my single greatest friend? It seems so. È il cibo fast food il mio unico miglior amico? Così sembrerebbe
- People are getting suspicious of all the time I spend in the park. Le persone sono sospettose di tutto il tempo che spendo al parco

Fig. 02 (CD numero 2):
- Independence is freedom. L'indipendenza è libertà
- I must stop abusing the internet. It can't really spy on you. Can it? Devo smettere di abusare di internet. Non può spiarti per davvero. Può?
- You're never alone with a bottle of wine or two. Non sarai mai solo con una bottiglia di vino o due
- I must call my Auntie Jean. It's ages since I've spoken to her. I hope she's still alive. Ho chiamato mia zia Jean. Sono anni che non la sento. Spero sia ancora viva
- I hate Thursdays. Odio i giovedì

Fig. 03 (DVD):
- Fiercely independent, me. Ferocemente indipendente, io
- I love internet chat rooms. They're better than being in a real club or pub. Amo le chat room di internet. Sono meglio dei veri club o pub
- The weekends seem so long. I fine settimana sembrano così lunghi
- Other people look so happy. Le altre persone sembrano così felici
- I like spending time on my own. I'm enjoying getting to know myself again. I've never felt so alone, ever. Mi piace dedicare tempo a me stesso. Mi piace scoprirmi. Non mi sono mai sentito così solo, mai
- I saw a couple in the supermarket today. They were in love. I wonder if they met there? I could go there today. I am out of fish fingers. Ho visto una coppia al supermercato oggi. Sono innamorati. Mi meraviglierei se si fossero incontrati li? Potrei andarci oggi. Non ho più bastoncini di pesce

I Get Along è l'unico singolo dei Pet Shop Boys a non essere mai stato remixato, così che non fu mai pubblicato un formato CD-remix. Nel fanclub dei Pet Shop Boys si disse che David Bowie e Marilyn Manson avrebbero dovuto realizzare dei remix del brano, ma non c'era abbastanza tempo per farlo.
Il già citato videoclip girato da Bruce Weber, al termine del brano I Get Along, conclude con qualche scena extra accompagnata dal brano E-Mail dei Pet Shop Boys (brano contenuto nell'album Release).

## Video musicale
Il videoclip, girato dal fotografo Bruce Weber in un piccolo studio artistico a New York, non ha nulla a che vedere con la tematica politica giacché raffigura dei ragazzi durante uno show (fra i quali compare anche la supermodella russa Natalia Vodjanova). Si tratta della terza collaborazione fra i Pet Shop Boys e Weber, autore dei videoclip di Being Boring (1990) e Se a vida é (That's the Way Life Is) (1996).

## Tracce

### CD: Parlophone / CDRS 6581
1. "I Get Along" (radio edit)
2. "Searching for the Face of Jesus"
3. "Between Two Islands"
4. "I Get Along" (video)

### CD: Parlophone / CDR 6581
1. "I Get Along" (radio edit)
2. "A Red Letter Day" (live)
3. "Love Comes Quickly" (live)

### CD: Parlophone / DVDR 6581
1. "I Get Along/E-Mail" (video)
2. "Friendly Fire"
3. "Home and Dry" (Blank & Jones  vocal)

## Classifiche
| Classifica (2002) | Posizione massima |
| ----------------- | ----------------- |
| Canada            | 25                |
| Danimarca         | 9                 |
| Germania          | 31                |
| Irlanda           | 47                |
| Paesi Bassi       | 81                |
| Regno Unito       | 18                |